# Еріон Веліай
Еріон Веліай (алб. Erion Veliaj; нар. 17 грудня 1979, Тирана) — албанський громадський діяч і політик. Міністр молоді та соціального захисту населення Албанії в уряді Еді Рами з вересня 2013 до квітня 2015 року. Мер Тирани з липня 2015 року.
Здобув ступінь бакалавра політології у Grand Valley State University, штат Мічиган, США. Після цього він також отримав ступінь магістра з європейської інтеграції в Університету Сассекса, Велика Британія.
Веліай брав активну участь у громадських і міжнародних організаціях, засобах масової інформації. 2003 року він заснував MJAFT! (Досить), молодіжну албанську організацію, яка отримала Премію громадянського суспільства ООН у 2004.
Очолюваі рух MJAFT! до листопада 2007. Крім того, він приєднався до European Stability Initiative, центрального органу для сприяння розширення ЄС.
2011 року Веліай вступив до Соціалістичної партії Албанії, став секретарем партії з питань молоді та еміграції. Був обраний членом Народних зборів2013 року.
Вільно володіє англійською та італійською мовами, має пізнання німецької та французької.